# 2018年克麦罗沃火灾
|  |

|  |

2018年3月25日17时，俄罗斯克麥羅沃的冬季樱桃购物中心发生火灾，官方报告至少有64人丧生。官方聲稱這64名死者只有9位兒童，但死者家屬統計過，至少有41名兒童在這場火災罹難。大火从四楼顶层燃起，有些人从窗户跳下逃离。100人撤离，另有20人获救。仍有27人失踪，据信是在商场工作的员工。

## 事故原因
據現場閉路電視紀錄：疑似有兒童在彈床玩打火機，使周邊由易燃物料製造的物品燃燒，並且迅速蔓延。
经调查，此次火灾的主要原因是购物中心工作人员的疏忽大意和玩忽职守。购物中心内的火警系统在火灾发生前的3月19日就已被发现不能使用，但相关方面从未采取任何措施，而本应在火灾发生时立刻按动火警按钮的工作人员却选择了逃离，应急出口也处于封闭状态。俄罗斯总统弗拉基米尔·普京赶赴克麦罗沃进行视察，并要求彻查火灾原因，消除全国购物娱乐中心的火灾隐患，杜绝此类现象再次发生。

## 哀悼
2018年3月26日，俄罗斯总统弗拉基米尔·普京签署命令，规定3月28日为全国哀悼日，各地举行悼念活动，停止一切大众娱乐活动。参加悼念集会的克麦罗沃市民对政府的怠忽职守和救援部门的低效表示强烈不满，出席集会的克麦罗沃州副州长谢尔盖·奇维列夫向公众下跪致歉。
現今火災現場已改建為紀念公園，名稱為『天使公園』，以紀念中喪生的民眾，於2019年9月15日正式開放。